# Moullys
Le  Moullys  est un ruisseau français qui coule dans le département de la Haute-Loire. Il prend sa source dans les monts du Livradois et se jette dans la Senouire en rive gauche. C’est donc un sous-affluent de l’Allier puis de la Loire.

## Géographie
Le ruisseau prend sa source à 1000 mètres d’altitude dans les monts du  monts du Livradois, près du  hameau de Varennes (commune de Monlet). L’endroit se trouve à proximité des sources de la Borne Occidentale.
Il s'oriente d’abord dans une direction sud sur un kilomètre puis prend la direction nord-ouest qu’il garde tout le reste de son parcours. Il rejoint la Senouire en rive gauche à Saint-Pal-de-Senouire). 
La totalité de son bassin versant fait partie du parc naturel régional Livradois-Forez.

## Afflents
- Ruisseau de Moullys
  - Ruisseau de Saint-Léger
    - Ruisseau du Rat

## Communes traversées
D'amont en aval, la rivière traverse les communes suivantes
, toutes situées dans le département de la  Haute-Loire : 
- Monlet.
- Sembadel
- Saint-Pal-de-Senouire